# 鎮まれ!もったいないオバケちゃん
『鎮まれ!もったいないオバケちゃん』は、2020年7月から10月まで読売テレビで放送されていたバラエティ番組。放送時間は隔週金曜日の深夜。

## 概要
期間限定の新レギュラー番組としてスタート。初回のみ、土曜深夜に放送され、2020年10月で"いったん"放送終了。
「正当に価値を評価されていない」「存在さえも気づかれていない」といった「もったいないモノ」に光をあてて再び活躍してもらう番組。

## 出演者
- 川島明（麒麟） - MC
- 津田篤宏（ダイアン） - もったいないオバケちゃんとして声のみの出演

以上に加え、毎回2～3組のスタジオゲストが出演。

## 主な企画

### 手作り企画
8月7日・10月2日放送。モンスターエンジンと藤崎マーケットの対決企画。
決められた予算で、メルカリで集めた材料を使い、テーマに沿ったものを手作りし、ガチンコバトルを行う。
8月7日放送分では予算5万円以内で自作した船でガチンコレースを行い、10月2日放送分では予算3万円以内で自作したバット・ドライバー・アーチェリーの弓で飛距離を競い合った。

## スタッフ
- ナレーター：ターキー
- 構成：服部裕也、しらたけときお
- TD：岸賢俊
- CAM：奥村一彦
- 音声：高橋裕也
- EED：明石健二
- テロップ：井上ちひろ
- 音効：竹内健司
- MA：山本晋
- 美術：山本真平（ytv）
- 宣伝：吉井智也（ytv）
- 協力：ytv Nextry、MABU、マウス、カワグチマック、フジアール、テレフィット、チトセアート、ヤマモリ、野沢園、セブンキューブ、ホーリーズエンタープライズ、ダレカノデザイン
- ディレクター：廣瀬拓万（ytv）、堀田真範（ホーリーズエンタープライズ）、加藤崇、阪口智稀、村上顕太（ytv）
- AP：栗原佐知（メガバックス）、藤林千絵
- プロデューサー：小野寺将史（ytv）、金井啓（ytv）
- チーフプロデューサー：竹綱裕博（ytv）
- 制作著作：読売テレビ